# Évry-Grégy-sur-Yerre
Évry-Grégy-sur-Yerre is een gemeente in het Franse departement Seine-et-Marne (regio Île-de-France) en telt 2041 inwoners (1999). De plaats maakt deel uit van het arrondissement Melun.
De naam wordt geregeld ook Évry-Grégy-sur-Yerres gespeld. De verwarring ontstaat doordat de rivier die door het dorp loopt de Yerres heet, een zijrivier van de Seine, terwijl de Yerre een zijrivier van de Loir is.

## Geografie
De oppervlakte van Évry-Grégy-sur-Yerre bedraagt 19,1 km², de bevolkingsdichtheid is 106,9 inwoners per km².
De onderstaande kaart toont de ligging van Évry-Grégy-sur-Yerre met de belangrijkste infrastructuur en aangrenzende gemeenten.

## Demografie
Onderstaande figuur toont het verloop van het inwonertal (bron: INSEE-tellingen).

1. ↑  Populations de référence 2022.